# Darakert
Darakert là một đô thị thuộc tỉnh Ararat, Armenia. Dân số ước tính năm 2011 là 2455 người. Đô thị này thuộc vùng đô thị Yerevan.